# Apocephalus tricuspis
Apocephalus tricuspis är en tvåvingeart som beskrevs av Borgmeier 1961. Apocephalus tricuspis ingår i släktet Apocephalus och familjen puckelflugor. Inga underarter finns listade i Catalogue of Life.